# سلاح الجو الملكي (ألمانيا)
سلاح الجو الملكي (ألمانيا) (بالإنجليزية: RAF Germany)‏ قوة جوية تحت قيادة سلاح الجو الملكي وجزء من القوات البريطانية في ألمانيا. كانت تتألف من وحدات تقع في ألمانيا، كجزء من الاحتلال في بداية الحرب العالمية الثانية، وفي وقت لاحق كجزء من التزام سلاح الجو الملكي البريطاني بالدفاع عن أوروبا خلال الحرب الباردة. صعد قائد سلاح الجو الملكي البريطاني كقائد لسلاح الجو التكتيكي الثاني لقوات حلف شمال الأطلسي.

## التاريخ
من 1954 تم تجهيز قاذفات كانبيرا 69 (لفترة وجيزة) بأسراب 102 و103 و 104 و149، وفي وقت لاحق السرب 59 في سلاح الجو الملكي البريطاني غوترسلوه. كانت هذه القوة تحت سيطرة قيادة المهاجمين من بريطانيا وتم نقلها إلى ألمانيا بسبب اكتظاظ المطارات المناسبة في المملكة المتحدة.

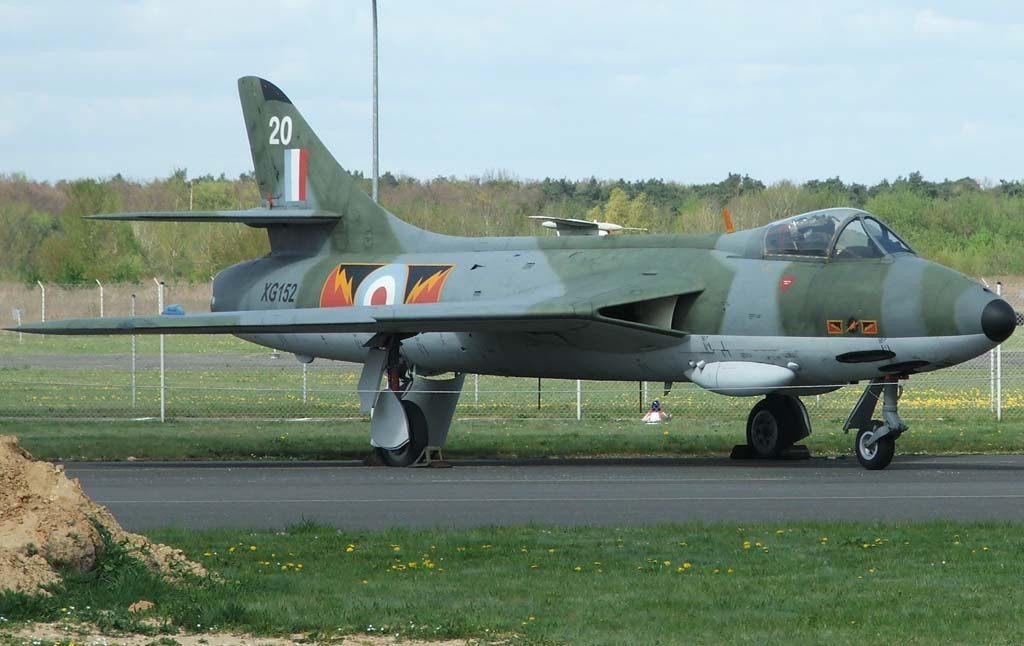
هوكر هنتر F.6 بألوان سرب رقم 4 لسلاح الجو الملكي البريطاني في

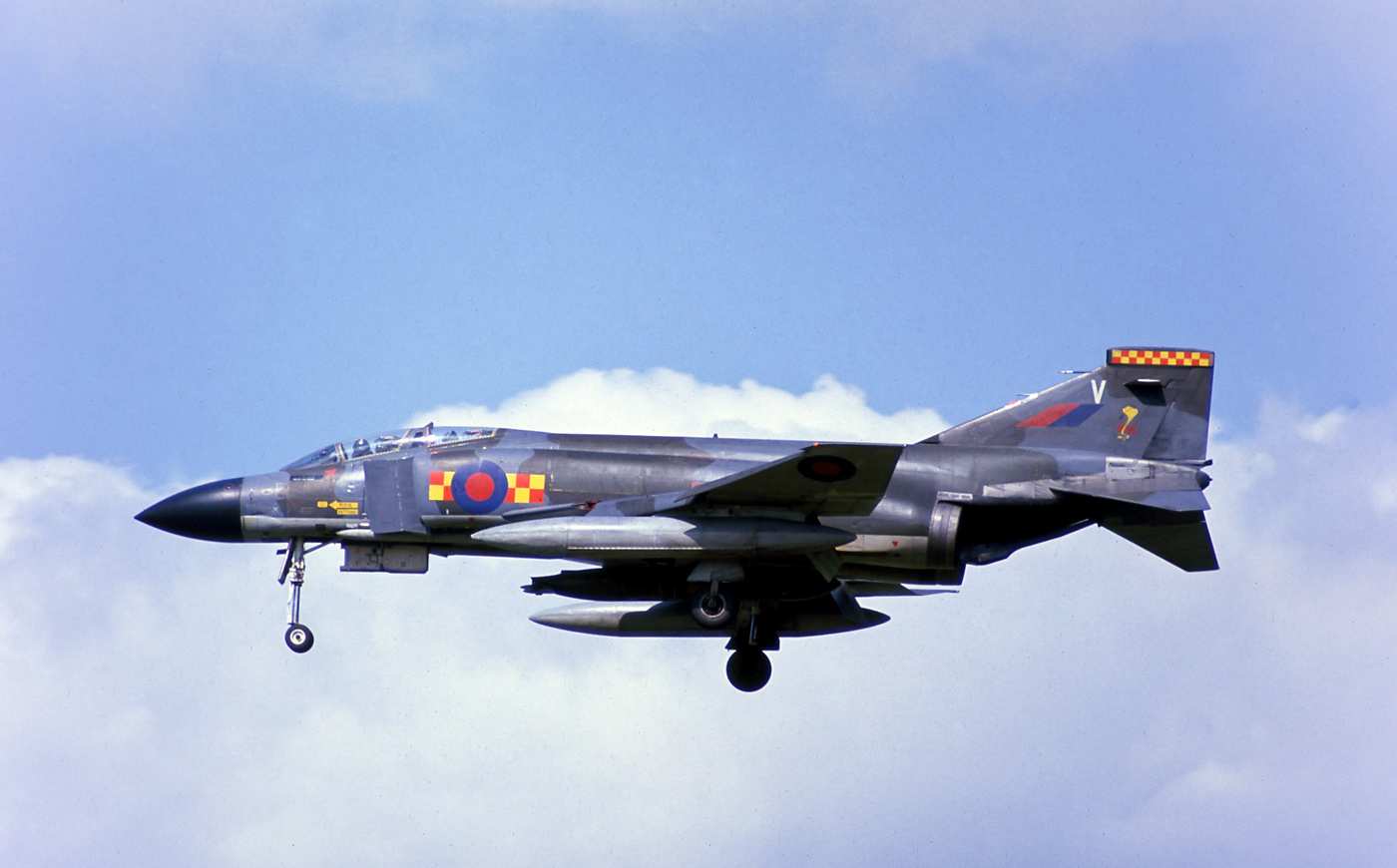
طائرة فانتوم FGR Mk 2 من السرب رقم 92 تهبط في RAF Wildenrath في منتصف الثمانينيات

بعد عام 1955، تم تسليم غالبية القواعد الجوية إلى القوات الجوية الألمانية المنشأة حديثًا وسلاح الجو الملكي في بوكبورغ إلى جيش القوات المسلحة الألمانية. تم تخفيض عدد أسراب سلاح الجو الملكي البريطاني. كان هذا بسبب الاستراتيجية النووية لحلف الناتو ولأسباب مالية بعد فشل أزمة السويس. اعتبارًا من 1 يناير 1959، تم تسمية القيادة رسميًا باسم القوات الجوية الملكية الألمانية، وتم تغيير اسم سلاح الجو التكتيكي الثاني لسلاح الجو الملكي البريطاني. في هذا الوقت، تم التركيز على وحدات الطيران بالفعل على ستة قواعد استخدام رئيسية هي RAF Bruggen و RAF Geilenkirchen و RAF Gutersloh و RAF Jever (السرب رقم 2 و Swifts ) و RAF Laarbruch و RAF Wildenrath . وكانت أنواع الطائرات المهمة في هذا الوقت هي كانبيرا، حيث كانت القاذفات المقاتلة ليلاً مناسبة لثلاثة أشخاص، وهانتر كمقاتلة يومية متمركزة في مطارين. من عام 1960، على مدار الساعة كان هناك اثنان في حالة تأهب من طائرات كانبيرا محملة بالأسلحة النووية التكتيكية التي كانت جاهزة في غضون 15 دقيقة.
تم حله في عام 1993 كجزء من الحد من وجود القوات المسلحة البريطانية في أوروبا في وقف الحرب الباردة. ثم تم حل المجموعة الثانية في 1 أبريل 1996 من خلال استيعابها في المجموعة الأولى من سلاح الجو الملكي البريطاني.